# ريكاردو موريرا
ريكاردو موريرا (بالإسبانية: Ricardo Moreira)‏ (23 فبراير 1983 بروساريو في الأرجنتين - ) هو لاعب كرة قدم أرجنتيني في مركز الدفاع. لعب مع أتليتيكو توكومان وإنديبندينتي وتيرو فيديرال وجيمناسيا لابلاتا وروزاريو سنترال.

## وصلات خارجية
- ريكاردو موريرا على موقع قاعدة بيانات كرة القدم.إي يو (الإنجليزية)